# П'єса про Адама
«П'єса про Адама» (Le Jeu d'Adam) — англо-норманська п'єса, що датується 12 століттям. Збереглася в єдиному рукописі 13 століття, знайденому в Турі, Франція. П'єса написана восьмискладовими віршами, поширеним стилем у французьких текстах пізнього середньовіччя. Твір складається з трьох сцен:
- Перша сцена, найдовша, майже 600 рядків, розповідає про гріхопадіння людини та її вигнання з раю;
- Друга сцена коротко розповідає про Каїна та Авеля;
- Остання сцена показує, як старозавітні пророки декламують уривки, передчуваючи народження Христа.

П'єса незавершена і закінчується після промови Навуходоносора. Текст також містить латинські літургійні піснеспіви, запозичені з літургії недільної меси Семидесятниці та інших джерел. Мета та спосіб постановки цієї п'єси на сцені є предметом обговорень, але вона, ймовірно, призначалася для непрофесійної аудиторії та, можливо, мала на меті доповнити латинську месу, щоб зробити її більш привабливою для мирян. Також, можливо, її ставили поза церквою.
П'єса привертає увагу науковців, які цікавляться історією театру. Впадає в око детальна постановка сцени з описом костюмів, декорацій і жестів, а також реакції акторів. Інструкції до початкової сцени підкреслюють, що актори повинні чітко дотримуватися написаного тексту, передаючи попередній досвід автора.
Автор творчо обігрує історію створення світу, спираючись більше на біблійну екзегезу, ніж на саму Біблію. П'єса починається зі звернення Другої Особи Трійці (званого «нашим Спасителем») до Адама та Єви. Пізніше Диявол взаємодіє з ними, спонукаючи Єву з'їсти яблуко, яка у свою переконує Адама зробити те саме. Коли Бог стикається з ними, Він засуджує їх на тяжку працю, біль під час пологів і вічні муки до того часу, поки Він не виявить до них милосердя.
Сцена закінчується тим, що Адам і Єва виходять за межі раю, Адам звинувачує Єву, а Єва звинувачує себе, висловлюючи надію, що Бог може помилувати та врятувати їх. У наступних сценах дияволи затягують різних персонажів, у тому числі Адама та Єву, до пекла. Ця частина підкреслює повідомлення п'єси про те, що всі люди засуджені через гріхопадіння Адама, але мають надію на порятунок через втручання Бога.